# Moonliner Rockmarch
Moonliner Rockmarch is een compositie voor harmonieorkest of fanfare van de Nederlandse componist Ted Huggens, een synoniem van Henk van Lijnschooten.
Een uitvoering van het werk is in 1975 opgenomen door de Royal Scots Dragoon Guards op de lp "Amazing Grace".